# Allorrhina menetriesi
Allorrhina menetriesi är en skalbaggsart som beskrevs av Mannerheim 1829. Allorrhina menetriesi ingår i släktet Allorrhina och familjen Cetoniidae. Inga underarter finns listade i Catalogue of Life.